# 维克热尔
维克热尔（羅馬化：Vikzhel），即全俄罗斯铁路工会执行委员会（Всероссийский исполнительный комитет железнодорожного профсоюза）是在1917年夏季成立的全俄罗斯铁路工会管理机构。由14名社会革命党人（包括9名左派）、6名孟什维克、3名布尔什维克、6名其他政党成员和11名非党员组成。
1917年9月，维克热尔在阻止科尔尼洛夫兵变的过程中发挥了重要作用。
十月革命时期，维克热尔向布尔什维克施压要求让其他社会主义政党加入政府。维克热尔取得了短暂的胜利，左翼社会革命党与布尔什维克组成了联合政府。但这一联盟因1918年初的布列斯特和约宣告破裂。维克热尔也于1918年3月被政府下令解散。